# Landschaftsschutzgebiet Hülsbergbach

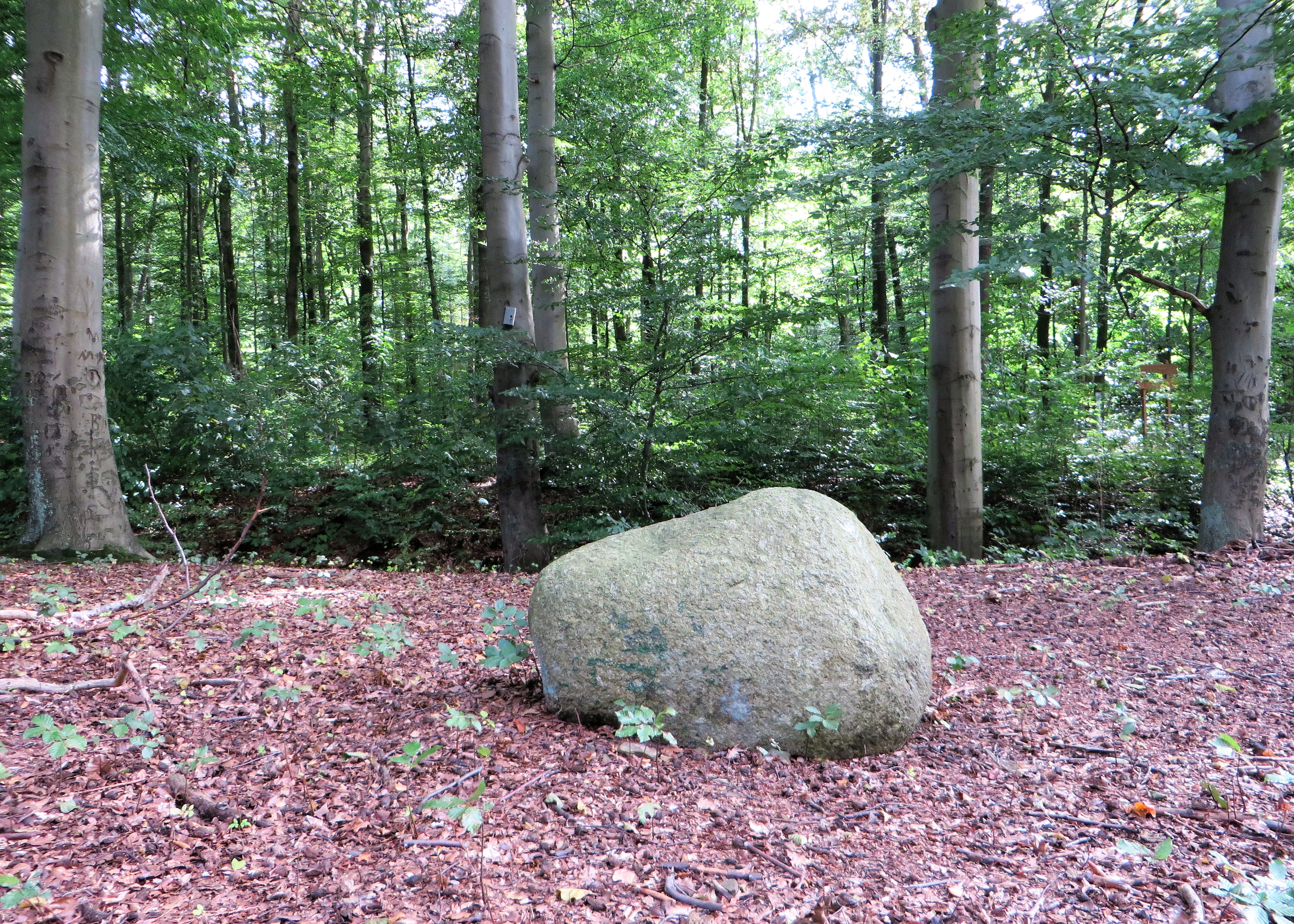
Findling Vorhalle, im LSG-Hülsbergbach

Das Landschaftsschutzgebiet Hülsbergbach mit einer Flächengröße von 61,58 ha befindet sich auf dem Gebiet der kreisfreien Stadt Hagen in Nordrhein-Westfalen. Das Landschaftsschutzgebiet (LSG) wurde 1994 mit dem Landschaftsplan der Stadt Hagen vom Stadtrat von Hagen ausgewiesen.

## Beschreibung
Im Süden bildet die A 1 die Grenze. Im Norden sind teilweise die L 675 und die B 226 die Grenze. Es grenzen keine anderen Schutzgebiete ans Gebiet. Im LSG liegen hauptsächlich Waldbereiche mit dem Hülsbergbach.

## Schutzzweck
Laut Landschaftsplan erfolgte die Ausweisung „zur Erhaltung und Wiederherstellung der Leistungsfähigkeit des Naturhaushaltes, insbesondere durch Sicherung naturnah entwickelter Lebensräume und wegen der besonderen Bedeutung des Waldgebietes für die auf Naturerlebnis ausgerichtete Erholungsnutzung“.